# Ботько Іван Іванович
Іван Іванович Ботько (нар. 5 грудня 1914, Нью-Йорк — пом. 3 квітня 1990, Херсон) — український радянський живописець, графік; член Спілки художників СРСР з 1949 року.

## Біографія
Народився 5 грудня 1914 року в Нью-Йорку. Брав участь у німецько-радянській війні (воював в складі 28-ї армії Першого Білоруського фронту). У 1945—1949 роках навчався в Одеському художньому училищі (викладачі Микола Зайцев, М. Поплавський).
З 1951 року працював у Херсонському товаристві художників (згодом — Художній комбінат). Від 1950 року брав участь в обласних, республіканських і зарубіжних (1974 і 1986 у Болгарії та Угорщині) виставках. Персональні — у Києві (1954), Херсоні (1974, 1994), Новій Каховці (1976).
Жив у Херсоні в будинку на проспекті Ушакова, 51, квартира 17. Помер в Херсоні 3 квітня 1990 року.

## Творчість
Автор пейзажів та композицій виконаних переважно в техніці пастелі. Твори:
- «Мисливський привал» (1949);
- «Колгоспний базар» (1950);
- «Судоверф у Херсоні» (1950);
- «Штурм фортеці Кизи-Кермен» (1954);
- «Ярмарок у Каховці» (1954);
- «Херсон. Інтервенція в 1919 році» (1955);
- «Берег Дніпра» (1957);
- «Розбиті гнізда» (1958);
- «Квіти та груші» (1959);
- «На обідню перерву» (1960);
- «Дніпро ввечері» (1960);
- «Троянди» (1963);
- «На фермі» (1964);
- «Метелики» (1967);
- «Діти» (1968);
- «Іриси» (1969);
- «Доярки» (1969);
- «У порту» (1970);
- «Маки з соняшниками» (1970).

Серія пейзажів Ляйпциґа та Ростока (Німеччина, 1975).
Під час війни створив серію натурних замальовок і портретів воїнів-однополчан, серед них:
- «У Берліні, 29 квітня 1945»;
- «На вулицях Берліна 2 травня 1945»;
- «Зустріч 28-ї армії в місті Гайда, Чехословаччина».

У формі художнього репортажу відобразив будівництво Каховської ГЕС (1951–1952), серію станкових графічних малюнків присвятив Херсонському судноремонтному заводу. 
Твори художника зберігаються у Херсонському художньому музеї.

## Відзнаки
Нагороджений орденом Вітчизняної війни 2 ступеня (6 квітня 1985), медалями «За відвагу» (27 липня 1944), «За бойові заслуги» (31 травня 1945).

## Вшанування пам'яті
У 2020 році Укрпошта в серії "Краса і велич України. Херсоньська область" випустила поштову марку «І.Ботько. Черга за хлібом. 1967 р.», на якій репродукція картини Івана Ботька з колекції Херсонського художнього музею. Репродукція картини роздрукована і на листівках. Марки та листівки надійшли у продаж з 20 серпня 2020 року, після спецпогашення, яке відбулось в Херсоні.